# Degintu
DeGINTU ist das Deutsche Gefahrstoff-Informationssystem für Naturwissenschaftlich-Technischen Unterricht der Deutschen Gesetzlichen Unfallversicherung (DGUV). Es dient der Sicherheit im Unterricht an öffentlichen Schulen, Hochschulen und sonstigen Ausbildungseinrichtungen und wurde für den Geltungsbereich der Richtlinie für Sicherheit im Unterricht (RiSU) konzipiert. DeGINTU wird kostenfrei zur Verfügung gestellt und besteht aus drei Modulen:
- Gefahrstoffdatenbank: Hier können angemeldete Lehrkräfte Gefährdungspotentiale von verwendeten Stoffen recherchieren.
- Chemikalienverwaltung: Hier können Fachbereichsleitende (z. B. Leitende einer Chemiesammlung) die Chemikalien ihrer (Hoch-)Schulsammlung schrankgenau eingeben und das gesetzlich vorgeschriebene Chemikalienkataster führen. Außerdem ist der Etikettendruck von der Rolle oder auf DIN-A4-Blätter möglich.
- Versuchsdatenbank: Sind in der DeGINTU-Versuchsdatenbank einzelne Versuchsbeschreibungen nicht abrufbar, können sie dort durch angemeldete Lehrkräfte als eigene Versuche angelegt werden. Eine Ersatzstoff- und Verfahrensprüfung wird dabei jedoch noch nicht unterstützt. Lediglich die Schutzmaßnahmen (z. B. Schutzbrille, Handschuhe, Lüftung, Abzug, geschlossenes System) und die Tätigkeitsbeschränkungen entsprechend der Altersstufe und einer möglichen Schwangerschaft von Lehrenden und Lernenden werden dabei festgelegt. Bei DeGINTU basiert dies dann auf den Stoffgefahren, die durch die GHS-Einstufung, der Schwangerschaftsgruppe und der Einträge in der TRGS 905 zum Ausdruck gebracht werden. Die Gesundheitsgefahren, die zusätzlich gemäß den Indizes der TRGS 900 und der Stoffliste der BK 1317 durch Einatmen oder Hautkontakt wirksam werden können, werden dabei nicht berücksichtigt. Diese Vorgehensweise wird zudem den Gefahren, die bei einer offenen Verwendung von Stoffen durch ihr Freisetzungsverhalten entstehen, nicht gerecht, weil schwere Brandunfälle mit Personenschäden meist vorgelagert ihre Ursache in der Freisetzung entzündbarer Gas- oder Dampfwolken haben. Diese Gefahren müssen durch die Lehrperson somit eigenständig berücksichtigt werden.

Außer DeGINTU gibt es auch schon andere Programme und Datenbanken, die ähnliche Anforderungen erfüllen. Seit Inkrafttreten der RiSU 2013, einer KMK-Empfehlung, die ca. alle drei Jahre erneuert wird und in allen Bundesländern durch Gesetz, Verordnung oder Erlass in den Rang einer Schulvorschrift erhoben worden ist, muss jede Lehrkraft vor Durchführung eines Experiments eine schriftliche Gefährdungsbeurteilung durchgeführt haben. Diese muss an den Kenntnisstand der Lerngruppe und an die Eigenschaften des jeweiligen Experimentierraums (PVC-Boden oder Teppich, Fliesentische oder Holztische etc.) angepasst sein. Bei Unfällen durch Nichtbeachtung können Bußgelder verhängt werden. Da DeGINTU eine Online-Datenbank ist, werden Änderungen von Einstufungen automatisch eingepflegt.